# Гратіон
Гратіон (дав.-гр. Γρατίων) — у давньогрецькій міфології один із гігантів. Як і інші гіганти, він був сином богині Землі Геї, яка народила їх із крапель крові вбитого Урана, що впитались у землю. Гратіон був смертним; замість ніг у нього були змії.
Гратіон брав участь в гігантомахії — битві гігантів з олімпійськими богами. Він був убитий стрілою богині Артеміди.